# Campeonato Nacional da Guiné-Bissau
O Campeonato Nacional da Guiné-Bissau, ou Guiness Liga, é uma competição desportiva entre clubes de futebol de Guiné-Bissau. Foi criado em 1975 pela Federação de Futebol da Guiné-Bissau, após a independência da nação lusófona.[carece de fontes?]
Embora o vencedor tenha vaga garantida na Liga dos Campeões da CAF, a federação tem tido dificuldades em enviar times regularmente para a competição continental, devido a problemas financeiros.

## Histórico
O primeiro torneio nacional de futebol na Guiné-Bissau foi realizado antes da independência, em 1960. No entanto, de 1963 a 1971 não houve campeonatos devido à guerra civil no país. Em 1972, o torneio foi vencido pelo Clube de Futebol "Os Balantas", de Mansôa, que posteiormente tornou-se o primeiro campeão oficial do campeonato, em 1975.
Em 1998, a competição voltou a ser cancelada devido à guerra civil, sendo o título reconhecido para o Sporting Clube de Bissau. O torneio só voltou a ser realizado no ano 2000, tendo as edições de 2001 e 2012 sido canceladas devido aos problemas financeiros da federação.
As equipas do Sport Bissau e Benfica e do Sporting Clube de Bissau, ambas da capital, são os dois maiores vencedores do torneio, tendo vencido mais da metade das edições realizadas.[carece de fontes?]

## Campeões
| Ano  | Clube              |
| ---- | ------------------ |
| 1975 | Os Balantes        |
| 1976 | UDIB               |
| 1977 | Benfica            |
| 1978 | Benfica            |
| 1979 | título não dado    |
| 1980 | Benfica            |
| 1981 | Benfica            |
| 1982 | Benfica            |
| 1983 | Sporting           |
| 1984 | Sporting           |
| 1985 | UDIB               |
| 1986 | Sporting           |
| 1987 | Sporting Bafatá    |
| 1988 | Benfica            |
| 1989 | Benfica            |
| 1990 | Benfica            |
| 1991 | Sporting           |
| 1992 | Sporting           |
| 1993 | Porto              |
| 1994 | Sporting           |
| 1995 | título não dado    |
| 1996 | Desportivo Mansabá |
| 1997 | Sporting           |
| 1998 | Sporting           |
| 1999 | sem campeonato     |

| Ano     | Clube                 |
| ------- | --------------------- |
| 2000    | Sporting              |
| 2001    | sem campeonato        |
| 2002    | Sporting              |
| 2003    | UDIB                  |
| 2004    | Sporting              |
| 2005    | Sporting              |
| 2006    | Os Balantas           |
| 2007    | Sporting              |
| 2008    | Sporting Bafatá       |
| 2009    | Os Balantas           |
| 2010    | Benfica               |
| 2011    | Atlético Bissorã      |
| 2012    | problemas financeiros |
| 2013    | Os Balantas           |
| 2014    | Nuno Tristão          |
| 2015    | Benfica               |
| 2016-17 | Benfica               |
| 2017-18 | Benfica               |
| 2018-19 | Benfica               |
| 2019-20 | UDIB                  |
| 2020-21 |                       |

## Títulos por Clube
| Clube              | Cidade  | Títulos | Anos                                                                          |
| ------------------ | ------- | ------- | ----------------------------------------------------------------------------- |
| Sporting           | Bissau  | 13      | 1983, 1984, 1986, 1991, 1992, 1994, 1997, 1998, 2000, 2002, 2004, 2005, 2007. |
| Benfica            | Bissau  | 12      | 1977, 1978, 1980, 1981, 1982, 1988, 1989, 1990, 2010, 2015, 2017, 2018.       |
| Os Balantas        | Mansôa  | 4       | 1975, 2006, 2009, 2013.                                                       |
| UDIB               | Bissau  | 4       | 1976, 1985, 2003, 2019.                                                       |
| Sporting Bafatá    | Bafatá  | 2       | 1987, 2008.                                                                   |
| Porto              | Bissau  | 1       | 1993                                                                          |
| Desportivo Mansabá | Mansabá | 1       | 1996                                                                          |
| Atlético Bissorã   | Bissorã | 1       | 2011                                                                          |
| Nino Tristão       | Bula    | 1       | 2014                                                                          |

## Participação na CAF
Liga dos Campeões
| Clube         | N° | Ano                           |
| ------------- | -- | ----------------------------- |
| Os Balantas   | 3  | 1976, 2007, 2010              |
| Internacional | 1  | 1977                          |
| Benfica       | 5  | 1978, 1980, 1990, 2008, 2018. |
| Sporting      | 3  | 1984, 1985, 2000              |

## Artilheiros
| Ano     |              | Artilheiros            | Time                                                  | Gols |
| 2002    |              | Amadú Apatchi          | União Desportiva Internacional Sport Bissau e Benfica | 9    |
| 2002/03 | Guiné-Bissau | Amadú Baldé            | Sporting Clube de Bissau                              | 25   |
| 2004/05 | Guiné-Bissau | João Carlos "Madjer"   | Sporting Clube de Bissau                              | 14   |
| 2006/07 | Guiné-Bissau | Mamadi Danfa Baba      | AD e Recreativa Mansabá                               | 9    |
| 2007/08 | Guiné-Bissau | Alberto Có "Stromberg" | Sport Bissau e Benfica                                | 22   |
| 2009/10 | Guiné-Bissau | Dauda Bá               | Sporting Clube de Bafatá                              |      |